# Ruth von Kleist-Retzow
Ruth von Kleist-Retzow z domu von Zedlitz-Trützschler (ur. 4 lutego 1867 w Borowie Wielkim, zm. 2 października 1945 w Kikowie) – członkini Kościoła Wyznającego (Bekennende Kirche), zaangażowana w ruch oporu w hitlerowskich Niemczech.

## Życiorys
Ruth von Kleist-Retzow urodziła się jako trzecie dziecko z sześciorga hrabiego Roberta Robert von Zedlitza-Trützschlera i jego żony Agnes z domu von Rohr-Levetzow. W roku 1881 rodzina przeprowadziła się do Opola, gdzie ojciec został powołany przez kanclerza Rzeszy Ottona von Bismarcka na stanowisko prezydenta prowincji Śląsk (Provinz Schlesien). Tutaj poznała urodzonego w Kikowie Jürgena von Kleista-Retzowa, syna nadprezydenta prowincji Nadrenii Hansa Hugona von Kleista-Retzowa, którego poślubiła w Opolu 4 lutego 1886.
W tym samym roku młoda para przeprowadziła się do Koszalina, a później do Białogardu, gdzie mąż objął stanowisko landrata powiatu Białogard (Kreis Belgard). W Białogardzie urodziła czworo dzieci.
Dnia 14 grudnia 1897, krótko po narodzinach piątego dziecka, Jürgen von Kleist-Retzow podczas jazdy do sanatorium zmarł w Dreźnie. Aby zapewnić dzieciom dobre wykształcenie, w roku 1899 wdowa postanowiła przeprowadzić się do Szczecina, gdzie adoptowała dwóch synów: Herberta i Gottfrieda von Bismarcków.
Po wybuchu I wojny światowej Ruth von Kleist-Retzow powróciła do Kikowa. W 1919 roku zrezygnowała całkowicie z mieszkania w Szczecinie i osiadła we wiosce Krosinko, blisko Kikowa. Teraz miała czas, aby zajmować się sprawami politycznymi, teologicznymi i społecznymi.

## Twórczość
W roku 1926 napisała rozprawę pt. Kryzys społeczny i odpowiedzialność właściciela folwarku (Die soziale Krisis und die Verantwortung des Gutsbesitzers). Domagała się od właściciela folwarku poczucia odpowiedzialności w kontakcie z własnością, podczas którego miał on być zobowiązany do zasady „gospodarzem jest Bóg” i użytkowanie jej winno być dobre dla ludzi.
Poza tym zaangażowała się w ruch młodych, tzw. „Ruch Barnówecki” (Berneuchener Bewegung) (nazwany od miejscowości Barnówko, wtedy Berneuchen, własność rodziny Viebahn). Chodziło jej o odnowienie kościoła protestanckiego, o całkowitą pobożność i życie duchowe.
Pod koniec lat 20. XX wieku rozważała nad rodzącym się nacjonalizmem. Do intensywnej wymiany pomysłów dołączył Ewald von Kleist-Schmenzin, który już w 1932 roku wydał publikację Socjalizm narodowy – zagrożenie (Der Nationalsozialismus – eine Gefahr).
W roku 1935 wyjechała do Szczecina do wnuków. Spotyka tam Dietricha Bonhoeffera, który w Zdrojach zarządzał seminarium dla księży Kościoła Wyznającego (Bekennende Kirche). Nieświadomie stała się pośrednikiem pomiędzy intelektualnym kołem Bonhoeffera a konserwatywnym ruchem oporu w armii; utrzymywała również kontakty z Hansem Jürgenem oraz Ewaldem von Kleistem-Schmenzinem. Od tego czasu Krosinko stało się miejscem regularnych spotkań działaczy opozycji. Jedną z jej wnucząt była Maria von Wedemeyer, którą poznał w Krosinku Dietrich Bonhoeffer i z którą zaręczył się w 1943 roku.
Planowany zamach na Hitlera nie powiódł się. Wielu jej przyjaciół i znajomych zostało skazanych na śmierć bądź straconych.
Sama próbowała uciec wraz z grupą uchodźców przed zbliżającymi się wojskami radzieckimi. Przeżyła ich wkroczenie do Kikowa i pół roku później w wieku 78 lat tutaj zmarła.

## Publikacje
- Ruth von Kleist-Retzow, Carl Schweitzer Die soziale Krisis und die Verantwortung des Gutsbesitzers, Schwerin, 1926 (de)